# Orepukia similis
Orepukia similis – gatunek pająka z rodziny Cycloctenidae.

## Taksonomia
Gatunek ten opisany został po raz pierwszy w 1973 roku przez Raymonda Roberta Forstera i Cecila Louisa Wiltona w czwartej części monografii poświęconej pająkom Nowej Zelandii. Jako miejsce typowe wskazano Macraes Flat w regionie Otago.

## Morfologia
Holotypowy samiec ma karapaks długości 2,9 mm i szerokości 2,2 mm oraz opistosomę (odwłok) długości 3 mm i szerokości 1,9 mm. Allotypowa samica ma karapaks długości 2,5 mm i szerokości 1,7 mm oraz opistosomę długości 2,9 mm i szerokości 1,9 mm. Karapaks ma wyraźny wzór barwny. 
Ośmioro oczu rozmieszczonych jest w dwóch rzędach, z których przedni jest prosty. Oczy tylno-środkowe leżą nieco dalej z tyłu niż tylno-boczne. Szczękoczułki ustawione są pionowo i mają po 2 zęby na krawędziach tylnych oraz po 2 większe i grupkę małych ząbków na krawędziach przednich bruzd. Odnóża są kolczaste. Kolejność par odnóży od najdłuższej do najkrótszej to: IV, I, II, III. Pazurki górne mają 8 ząbków, zaś pazurki dolne 3 ząbki. Opistosoma ma zatarty, niewyraźny wzór barwny, a u samca ponadto zesklerotyzowaną łatkę.

## Ekologia i występowanie
Gatunek ten jest endemitem Nowej Zelandii, znanym tylko z regionu Otago z Wyspy Południowej. Odławiany był do pułapek Barbera.